# New Holstein (Wisconsin)
Pour les articles homonymes, voir Holstein (homonymie).
New Holstein est une ville américaine située dans le comté de Calumet, au Wisconsin. Selon le recensement de 2010, sa population est de 3 236 habitants.